# Grand trochanter
Le grand trochanter est une grande éminence osseuse quadrilatère irrégulière située sur l'épiphyse du fémur dans le prolongement de sa diaphyse.

## Description
Le grand trochanter présente deux faces : une latérale et une médiale ; et quatre bords : supérieur, inférieur, antérieur et postérieur.

### Face latérale
La face latérale est de forme quadrilatère, large, rugueuse et convexe,. Elle est marquée par une empreinte diagonale, qui s'étend de l'angle postéro-supérieur à l'angle antéro-inférieur donnant insertion au tendon du muscle moyen glutéal.
Au-dessus de l'empreinte se trouve une surface triangulaire lisse pour l'interposition d'une bourse séreuse entre le tendon du muscle moyen glutéal et l'os. Au-dessous et à l'arrière de cette empreinte se trouve une surface triangulaire lisse, sur laquelle repose le tendon du muscle grand glutéal séparé de l'os par une bourse séreuse.

### Face médiale
La face médiale s'unit au col fémoral sur presque toute son étendue. Elle est libre en haut et en arrière.
Elle est creusée d'une dépression profonde, la fosse trochantérienne qui reçoit pour l'insertion du tendon du muscle obturateur externe. Au-dessus et en avant de celle-ci une empreinte est marquée par les insertions du muscle obturateur interne et des muscles jumeaux supérieur et inférieur.

### Bord supérieur
Le bord supérieur est libre, épais et irrégulier. Il est marqué près du centre par l'empreinte de l'insertion du muscle piriforme.

### Bord inférieur
Le bord inférieur correspond à la ligne de jonction de la base du trochanter avec la face latérale du corps du fémur. Il est marqué par une crête rugueuse légèrement incurvée, qui donne origine à la partie supérieure du muscle vaste latéral.

### Bord antérieur
Le bord antérieur est proéminent et quelque peu irrégulier. il donne insertion sur sa partie latérale au muscle petit glutéal.

### Bord postérieur
Le bord postérieur est très proéminent et apparaît comme un bord libre et arrondi. Il délimite la partie postérieure de la fosse trochantérienne.